# 克拉 (伊泽尔省)
克拉（法語：Cras）是法国伊泽尔省的一个市镇，位于该省中部偏西，属于格勒诺布尔区。该市镇总面积5.43平方公里，2009年时的人口为459人。

## 人口
克拉人口变化图示